# Acronicta obsuta
Acronicta obsuta là một loài bướm đêm trong họ Noctuidae.